# Charles Van der Linden
Pour les articles homonymes, voir Vanderlinden.
Charles Van der Linden fut chronologiquement le 30e abbé à administrer l'abbaye de Parc, de 1558 à sa mort, en 1576. Ce monastère est une abbaye de l'ordre des Prémontrés située dans le Brabant flamand, en Belgique, près de Louvain, fondée en 1129 et toujours en activité.
L'abbé Charles Van der Linden fit réaliser notoirement des travaux d'architecture, d'orfèvrerie et de décoration. 
Sur le plan religieux, il fut comme son prédécesseur l'abbé Louis Van den Berghe le receveur général des contributions ecclésiastiques pour l'entretien des théologiens des pays par deçà au concile de Trente. Il fit en sorte par ailleurs que l'abbaye de Parc échappe à l'incorporation et n'ait pas d'évêque à sa tête comme à l'abbaye de Tongerlo ou à l'abbaye d'Affligem.
Sur le plan politique, il fut membre des États de Brabant, s'opposant notamment aux membres du parti opposé, dont le prince d'Orange était le chef principal. Il s'y est battu pour le rétablissement de l'ordre dans le pays, même si cela passait par la prodigalité espagnole. Il fut aussi conseiller à la cour de Philippe II d'Espagne et bien écouté, par exemple lorsqu'en 1572, face à l'impôt exigé par le duc d'Albe, il s'est rendu à Madrid avec une délégation brabançonne pour que cet ordre soit suspendu par le roi.
Face aux évènements intérieurs, l'abbé Charles Van der Linden fut considéré comme un ardent patriote et un éminent défenseur des droits de son Ordre, l'abbaye de Parc lui étant redevable d'avoir échappé au vandalisme des iconoclastes.

## Chronologie
Charles Van der Linden est né à Louvain en 1523 d'une famille noble, du chevalier Jean, bourgmestre, et de Catherine de Marneffe, dame de Pomelettes et de Serain, fille de Jean et de Suzanne Absolons,. Il est le frère de Jean Van der Linden, abbé de Sainte-Gertrude et de Saint-Antoine, prieur à l'abbaye de Villers.
Charles Van der Linden devient profès en 1544, est ordonné prêtre en 1549, est bachelier en théologie, devenant prieur de l'abbaye de Parc en 1556, puis son abbé lorsque le vote des religieux l'appelle à cette dignité, sa lettre de nomination du roi Philippe II étant datée du 21 novembre 1558,.
Il meurt à Louvain des suites d'une maladie de langueur le 22 décembre 1576, son corps est transporté à l'abbaye de Parc puis est enterré au chœur de son abbatiale, du côté droit du maître-autel, à côté de son prédécesseur Louis Van den Berghe,.

## Abbatiat

### Travaux d'architecture
Dès le début de son administration, l'abbé Charles Van der Linden pense à reconstruire une partie de son monastère. Dans les faits, il rebâtit l'aile orientale du cloître et ses constructions contigües : sacristie, salle capitulaire, réfectoire d'hiver, dortoir, etc., en assurant une transition entre les styles gothique et Renaissance,. 

### Travaux d'orfèvrerie
En 1560, l'abbé Charles Van der Linden fait exécuter une nouvelle crosse pastorale par l'orfèvre Henri Van Diependale de Louvain.

### Travaux de décoration
À la demande de l'abbé Charles Van der Linden, Pierre Boels exécute plusieurs verrières pour des églises claustrales ou paroissiales, des chapelles, des collèges, etc,. La plus belle des verrières réalisées est celle qui décore le chevet du chœur de Notre-Dame hors Louvain, cette verrière représentant le Christ en croix entre les deux larrons, au pied de cette croix se trouve la Vierge, saint Jean et la Madelaine, et aussi l'abbé Charles Van der Linden à genoux, en habits pontificaux, et d'autres personnages,.

### Affaires religieuses

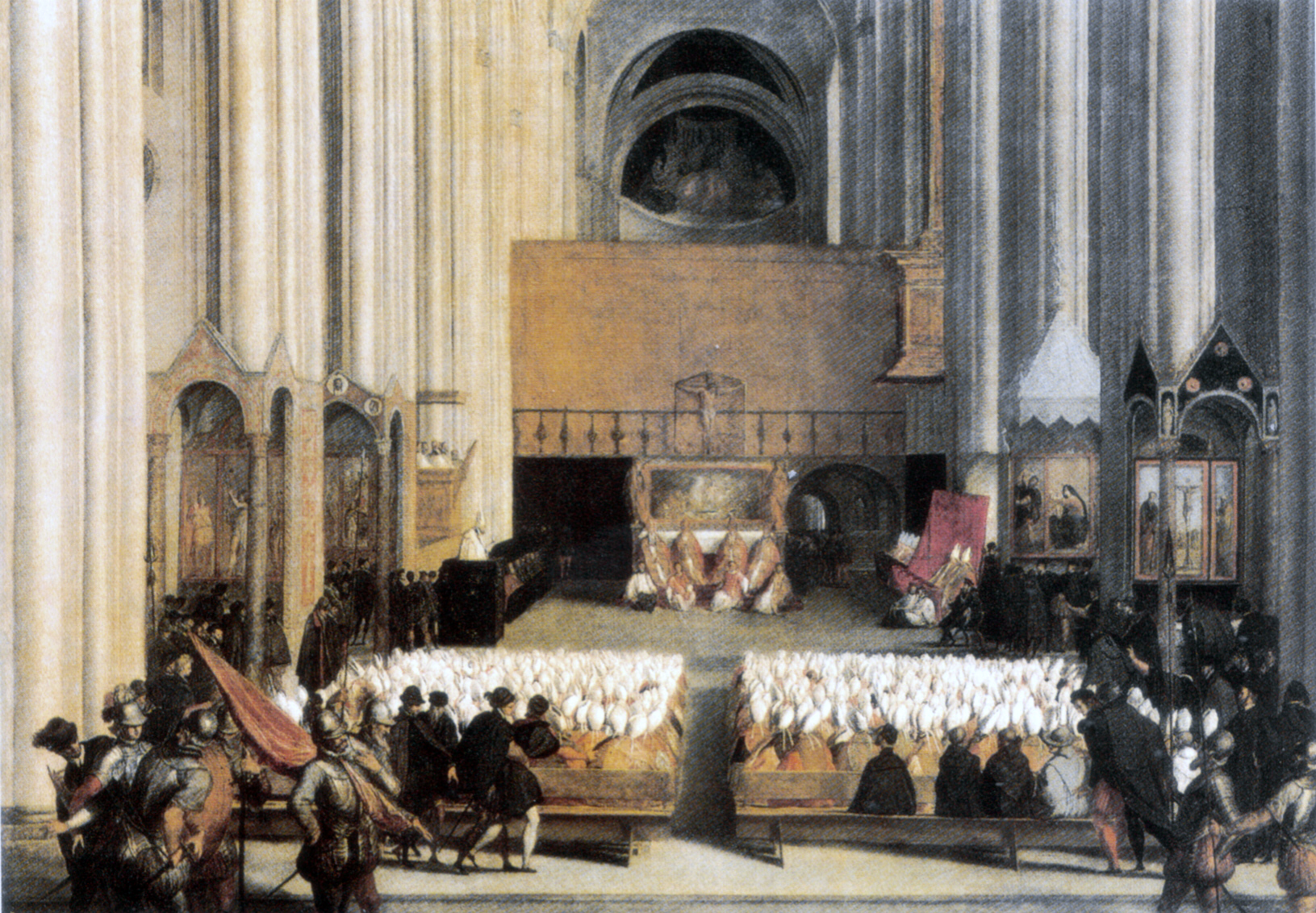
Clôture du concile de Trente, le 4 décembre 1563.

L'abbé Charles Van der Linden est receveur général des contributions ecclésiastiques pour l'entretien des théologiens des pays par deçà au concile de Trente. Il a ainsi des relations avec les Pères de ces assises et avec toutes les institutions ecclésiastiques du pays, redevables de leurs quotes-parts dans les dépenses des députés. Comme il se sent surchargé de travail, on lui donne à sa demande comme coadjuteurs le doyen de Saint-Pierre à Louvain David T'Sestich et le prieur de l'abbaye de Saint-Martin de Louvain.
Dans la question de la division et la dotation des nouveaux évêchés, l'abbé Charles Van der Linden travaille pour que son abbaye échappe à l'incorporation et n'ait pas d'évêque à sa tête comme à l'abbaye de Tongerlo ou à l'abbaye d'Affligem. Plus largement, par ses conseils, les structures relatives à la dotation des nouveaux évêchés engendrent l'acte de concordat qui émane de Philippe II en 1564, lequel acte tend à empêcher le retour des commendes.

### Affaires politiques

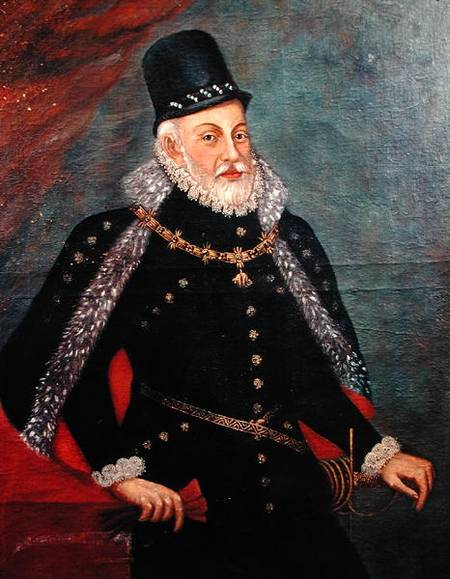
Portrait de Philippe II d'Espagne.

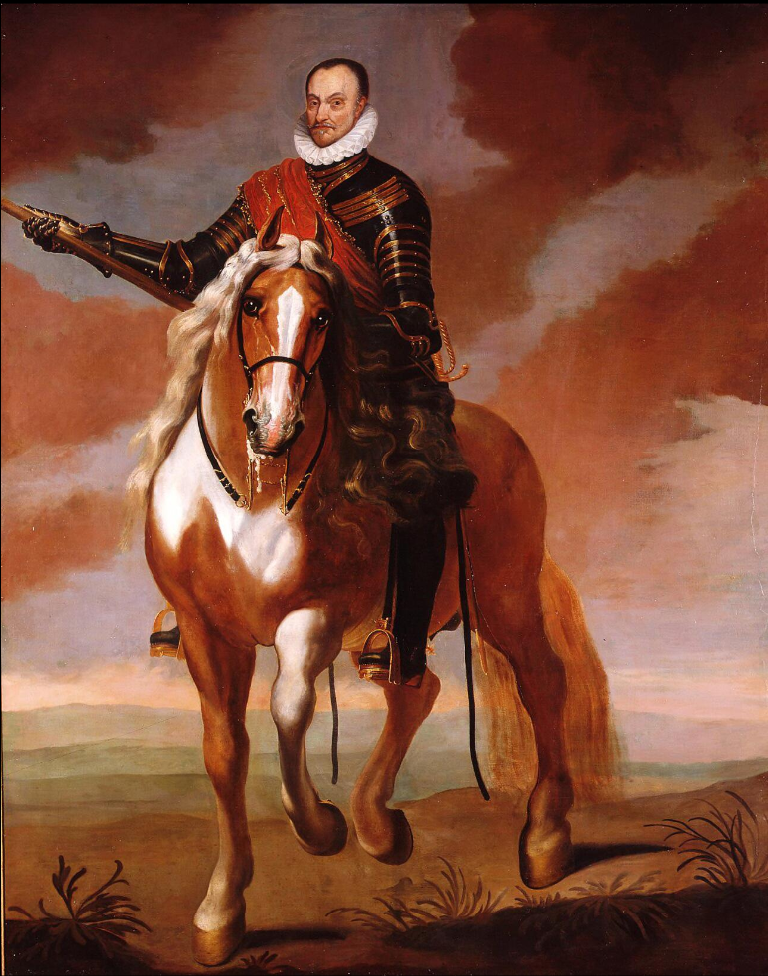
Le prince d'Orange à cheval.

L'abbé est membre des États de Brabant. Il y montre beaucoup de force et de caractère, en combattant les membres du parti opposé, dont le prince d'Orange est le chef principal, lequel en 1566 se plaint de la prodigalité espagnole qui ruine la patrie. L'abbé lui répond alors que cette prétendue prodigalité tend au rétablissement de l'ordre dans le pays, ce qui est somme toute préférable à l'anarchie. Attaché à sa patrie, il émet l'avis de convoquer les États généraux pour que l'ensemble de ses membres se prononcent sur les mesures à prendre pour rétablir l'ordre et la tranquillité. Il signe le 16 novembre 1566 une requête à la gouvernante qui porte aussi les autres signatures des députés du Brabant, mais le résultat de cette démarche n'est pas connu.
Il est aussi conseiller à la cour de Philippe II d'Espagne et favorablement écouté. Par exemple, quand le duc d'Albe, arrivé à Bruxelles le 22 août 1567 pour exiger la levée de l'impôt du vingtième denier sur les ventes d'immeubles et du dixième denier sur celles des marchandises et denrées, l'abbé Charles Van der Linden fait partie d'une délégation qui arrive à Madrid le 14 mai 1572 pour que Philippe II révoque l'ordre exigeant cet impôt. Le roi suspend alors la levée de cet impôt impopulaire par un acte du 26 juin 1572.
C'est en grande partie à l'initiative de l'abbé Charles Van der Linden, à ses conseils et à sa contribution pécuniaire, qu'est érigé, en 1572, le collège des Prémontrés, à Louvain, pour les études théologiques des jeunes norbertins à l'université,,.

### Évènements intérieurs

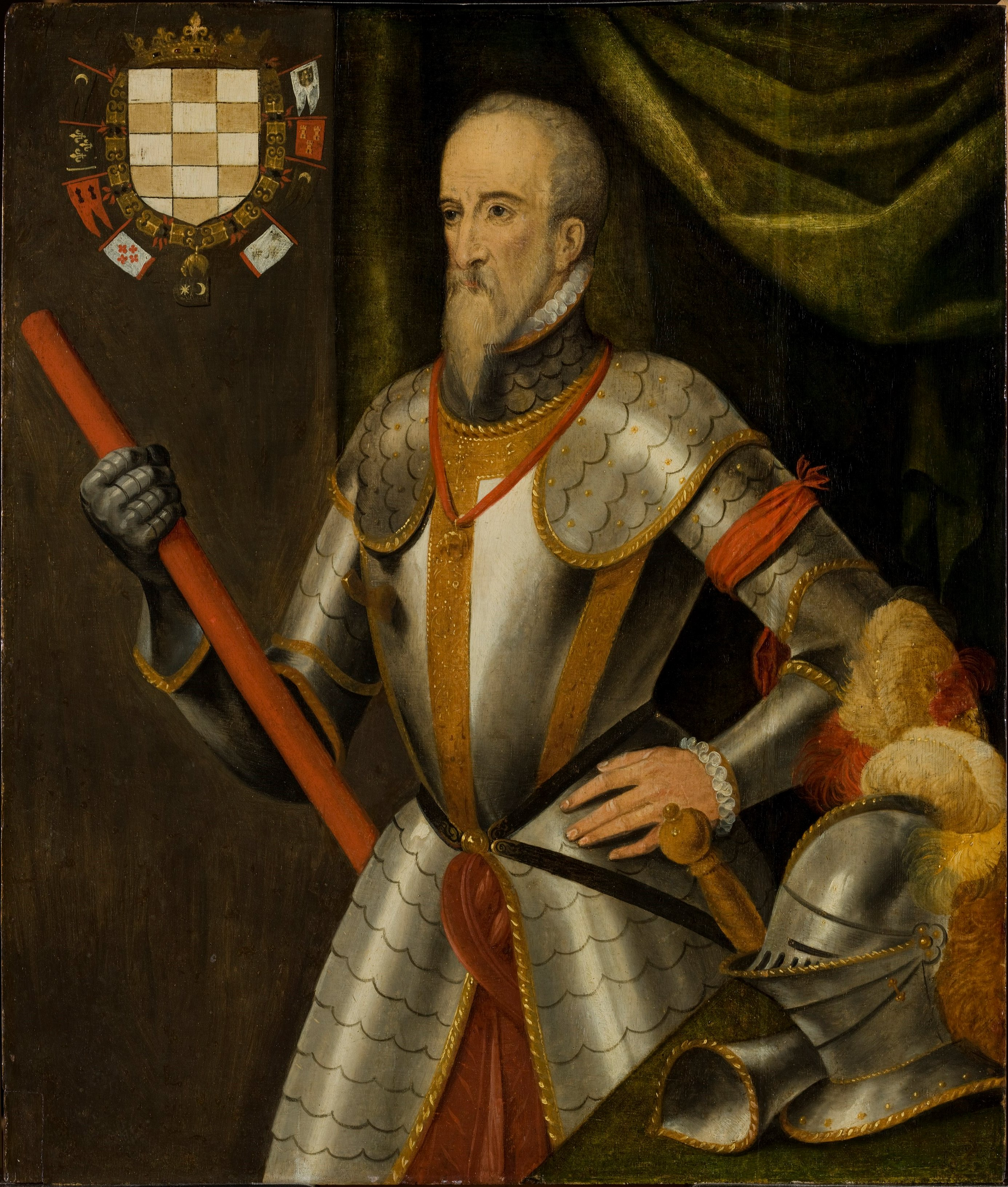
Le duc d'Albe.

Avec l'abbé Charles Van der Linden s'ouvre une période de lutte contre les misères des troubles intérieurs dans le pays. Sur ce point, l'abbé maintient et fortifie la réforme de son prédécesseur Louis Van den Berghe concernant les agressions dont l'abbaye peut être victime. Il est considéré comme un ardent patriote et un éminent défenseur des droits de son Ordre, l'abbaye de Parc lui étant redevable d'avoir échappé au vandalisme des iconoclastes.
En effet, en 1566, le duc d'Albe a son camp à l'abbaye de Parc. En 1572, l'abbé Charles Van der Linden n'est pas encore de retour de son voyage en Espagne que le prince d'Orange vient assiéger la ville de Louvain avec une armée composée en grande partie de calvinistes et d'iconoclastes. Le prince, après avoir mis le feu à l'abbaye de Vlierbeek, a établi son quartier-général à Parc. Par respect pour l'abbé, il empêcha cela dit le pillage de l'église et les dommages au monastère, qui avaient déjà commencé,. C'est précisément à l'abbaye de Parc que les députés de la ville de Louvain viennent trouver le prince d'Orange, qui consent à épargner la ville contre 16 000 florins.

## Postérité

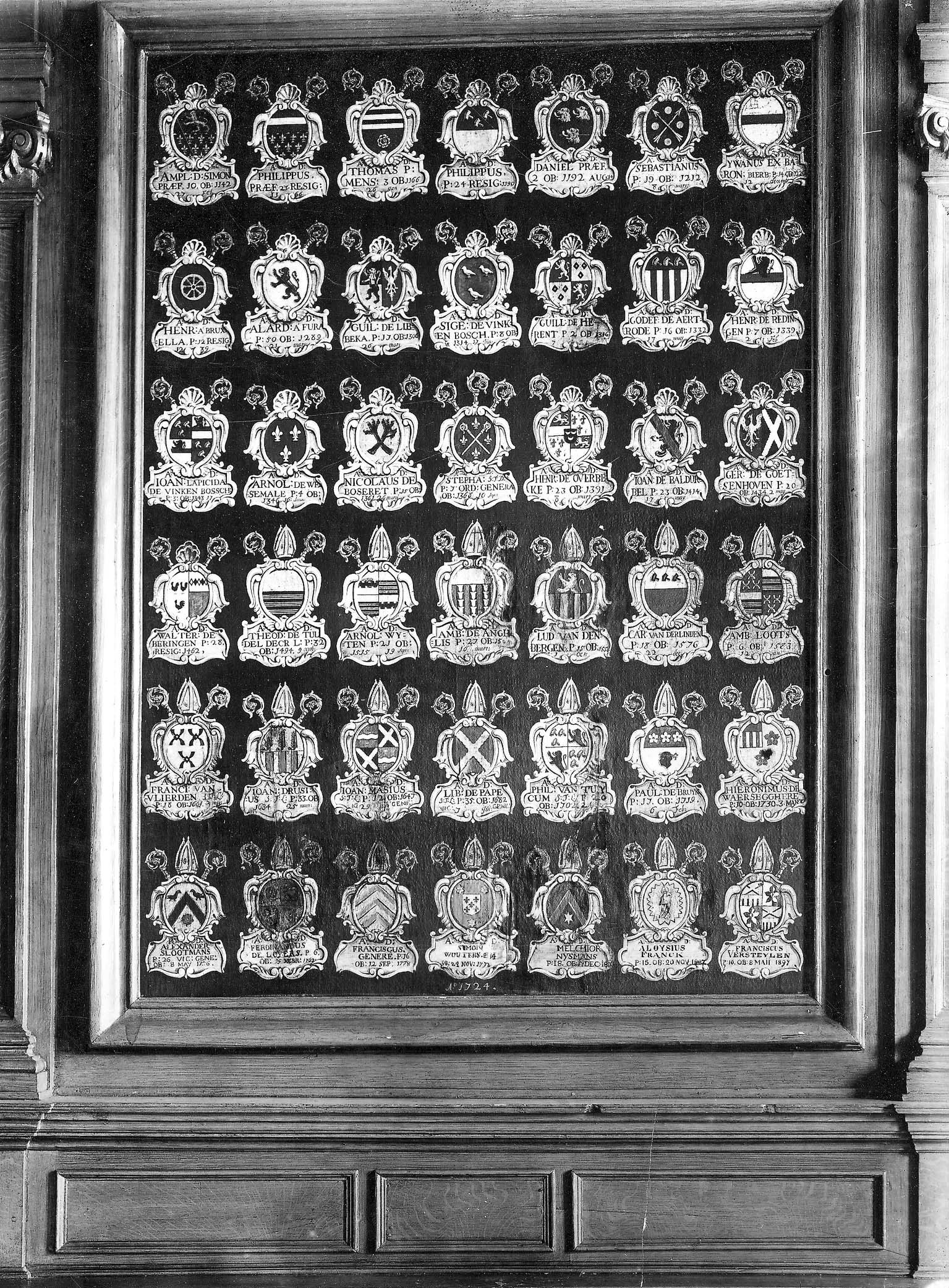
Tableau des armes des abbés de Parc (1724).

### Indication posthume
Dans son ouvrage cité dans la section « Bibliographie » de cette page, J.E. Jansen accompagne la chronologie de l'abbé Charles Van der Linden d'une indication en latin le concernant et qu'un outil informatique traduit par « Il poursuit les dispositions introduites par la réforme de son prédécesseur, ayant toujours le souci de promouvoir leur ordre. Il s'engage à comprendre les émeutes publiques. ».

### Représentation sur vitrail
Le chevet du chœur de Notre-Dame hors Louvain comporte une verrière représentant le Christ en croix entre les deux farrons, au pied de cette croix se trouve la Vierge, saint Jean et la Madelaine, et aussi l'abbé Charles Van der Linden à genoux, en habits pontificaux, avec d'autres personnages.

### Armes de l'abbé
Les armes de l'abbé Charles Van der Linden se blasonnent : « de gueules au chef d'argent à trois maillets de sable posés en bande ». La devise qui y est associée, identique à celle de l'abbaye de Parc est : « Ne quid nimis »,.
Ces armes, empruntées à la famille de l'abbé, se trouvent d'abord au-dessus de la porte d'entrée de la Salle du chapitre de l'abbaye de Parc, sous la forme d'un écusson à bordures déchiquetées, et ensuite, dans des encadrements ornés, sur les vitraux du réfectoire d'hiver de ce monastère, juste au-dessus des médaillons garnissant ces fenêtres,,. Elles figurent aussi sur le tableau des armes des abbés de Parc, daté de 1724, présent dans le monastère.
Un examen de l'armorial des abbés de Parc permet par ailleurs de rapprocher ces armes de l'ensemble des armes des abbés de Parc.